# Erik Bjornsen
Erik Bjornsen est un fondeur américain, né le 14 juillet 1991 à Omak.

## Biographie
Erik Bjornsen prend part à sa première compétition avec l'équipe nationale aux Championnats du monde junior 2009. Ayant apris le ski dans la Methow Valley dans l'état du Washington, il habite ensuite à Anchorage, où il s'entraîne au centre d'entraînement de l'université Alaska Pacific, avec laquelle il devient NCAA All American en 2011.
Frère de la fondeuse Sadie Bjornsen, il commence sa carrière en Coupe du monde en décembre 2012.
Il obtient ses premiers points quelques semaines plus tard avec une 18e place au quinze kilomètres classique de Toblach.
Aux Jeux olympiques d'hiver de 2014, à Sotchi, il participe à cinq épreuves, atteignant notamment la finale du sprint par équipes (6e place). Il est 39e du sprint libre, 38e du quinze kilomètres classique, 41e du skiathlon et 11e du relais.
Aux Championnats du monde 2017, à Lahti, il obtient son meilleur résultat au sprint par équipes avec le cinquième rang et notamment la 17e place au quinze kilomètres classique.
Il obtient son premier top dix en Coupe du monde en janvier 2018 au quinze kilomètres de Seefeld en se classant neuvième. Il participe ensuite aux Jeux olympiques de Pyeongchang, où il est 25e du sprint classique, 41e du quinze kilomètres libre, 42e du skiathlon et sixième du sprint par équipes (finaliste).
Lors du Nordic Opening de la saison 2018-2019 de Coupe du monde, il enregistre le troisième temps de la poursuite en quinze kilomètres classique, ce qui lui apporte son premier podium à ce niveau. 
Il met fin à sa carrière au haut niveau en 2020.

## Palmarès

### Jeux olympiques
| Épreuve / Édition   | Sprint                           | Sprint                           | 15 km                            | 15 km                            | Skiathlon 2 × 15 km | 50 km | Relais | Relais    |
| Épreuve / Édition   | libre                            | classique                        | libre                            | classique                        | Skiathlon 2 × 15 km | 50 km | Sprint | 4 × 10 km |
| JO 2014 Sotchi      | 39e                              | Épreuve inexistante à cette date | Épreuve inexistante à cette date | 38e                              | 41e                 | —     | 6e     | 11e       |
| JO 2018 Pyeongchang | Épreuve inexistante à cette date | 25e                              | 41e                              | Épreuve inexistante à cette date | 42e                 | —     | 6e     | —         |

Légende :
- : pas d'épreuve
- — : Non disputée par Erik Bjornsen

### Championnats du monde
| Épreuve / Édition           | Sprint                           | Sprint                           | 15 km                            | 15 km                            | Skiathlon 2 × 15 km | 50 km | Relais | Relais    |
| Épreuve / Édition           | libre                            | classique                        | libre                            | classique                        | Skiathlon 2 × 15 km | 50 km | Sprint | 4 × 10 km |
| Mondiaux 2013 Val di Fiemme | Épreuve inexistante à cette date | 51e                              | 48e                              | Épreuve inexistante à cette date | —                   | 52e   | —      | 14e       |
| Mondiaux 2015 Falun         | Épreuve inexistante à cette date | —                                | 47e                              | Épreuve inexistante à cette date | 28e                 | 43e   | —      | 11e       |
| Mondiaux 2017 Lahti         | 36e                              | Épreuve inexistante à cette date | Épreuve inexistante à cette date | 17e                              | —                   | —     | 5e     | 10e       |
| Mondiaux 2019 Seefeld       | —                                | Épreuve inexistante à cette date | Épreuve inexistante à cette date | 17e                              | —                   |       | 8e     | 9e        |

Légende :
- : pas d'épreuve
- — : Non disputée par Erik Bjornsen

### Coupe du monde
- Meilleur classement général : 50e en 2018.
- Meilleur résultat individuel : 9e.

#### Courses par étapes
- Nordic Opening : 1 podium d'étape.

#### Classements détaillés
| Saison / Épreuve | Saison / Épreuve | Général | Général | Distance | Distance | Sprint | Sprint |
| Saison / Épreuve | Saison / Épreuve | Class.  | Points  | Class.   | Points   | Class. | Points |
| ---------------- | ---------------- | ------- | ------- | -------- | -------- | ------ | ------ |
| 2014             | 2014             | 133e    | 13      | 85e      | 13       | -      | -      |
| 2015             | 2015             | 137e    | 7       |          |          | 82e    | 7      |
| 2016             | 2016             | 97e     | 32      | 67e      | 15       | 65e    | 17     |
| 2017             | 2017             | 80e     | 57      | 61e      | 38       | 80e    | 7      |
| 2018             | 2018             | 50e     | 121     | 38e      | 74       | 40e    | 37     |
| 2019             | 2019             | 52e     | 113     | 36e      | 84       | 79e    | 7      |
| 2020             | 2020             | 114e    | 16      | 90e      | 4        | -      | -      |

### Championnats des États-Unis
Il a obtenu six titres nationaux : celui du quinze kilomètres libre en 2013, celui du quinze kilomètres classique en 2014,  celui du cinquante kilomètres classique en 2016 et 2018, celui du cinquante kilomètres libre en 2019 et celui du trente kilomètres en 2020.